# Kirk Sandall
Kirk Sandall – wieś w Anglii, w South Yorkshire, w dystrykcie (unitary authority) Doncaster, w civil parish Barnby Dun with Kirk Sandall. Leży 6,5 km od miasta Doncaster, 33,1 km od miasta Sheffield i 237,3 km od Londynu. W 2001 miejscowość liczyła 13 276 mieszkańców. W 1921 roku civil parish liczyła 606 mieszkańców. Kirk Sandall jest wspomniana w Domesday Book (1086) jako Sandale/Sandalia/Sandalie.